# Стренгвейс (кратер)

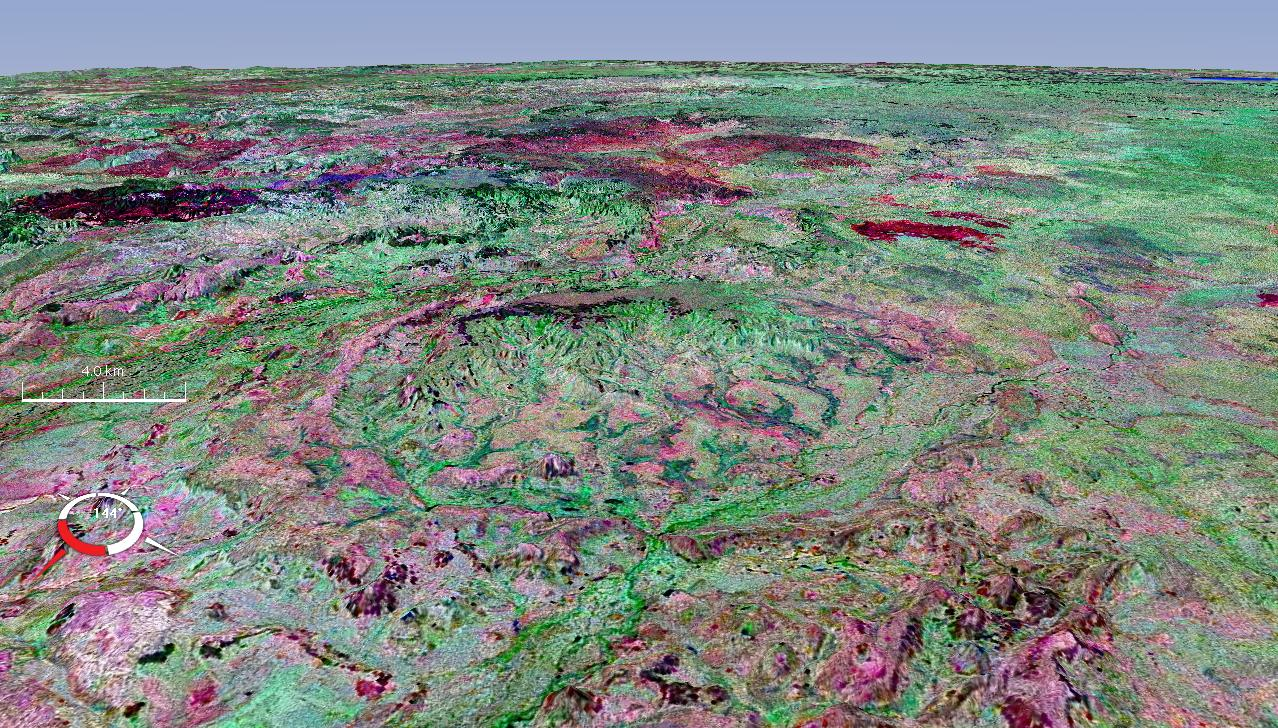
Похиле зображення кратера Стренгвейс, накладене на цифрову модель рельєфу, NASA World Wind

15°12′00″ пд. ш. 133°34′59″ сх. д. / 15.2° пд. ш. 133.583° сх. д.
Стренгвейс — велика астроблема, зруйновані залишки колишнього метеоритного кратера, розташована на Північній території, Австралія. Він був названий на честь сусідньої річки Стренгвейс. Розташований у віддаленому і важкодоступному місці.
Кругову топографічну структуру, що помітна на місцевості, спочатку вважали вулканічною. Ударне походження вперше запропоноване в 1971 році після відкриття ознак і доказів удару, включаючи конуси розтріскування і ударний кварц. Кругова структура має близько 16 км в діаметрі і знаходиться в межах мезопротерозойських осадових гірських порід басейну МакАртура (McArthur Basin). Однак, це всього лише залишок первісного кратера після значної ерозії. Оцінки початкового діаметра в різних дослідників варіюються у межах 24-40 км;(Earth Impact Database) віддає перевагу діаметру 25 км. Вік ударної події був визначений в 646 ± 42 мільйони років (Неопротерозой) на основі радіоізотопного датування розплавлених ударом порід.